# Pico Antónia
Pico Antónia es una localidad caboverdiana del municipio de São Lourenço dos Órgãos.

## Geografía
La localidad está situada en la isla Santiago.

## Organización territorial
La localidad abarca los lugares y barrios de:
- Benfica
- Casa Grande
- Chã de Curral
- Cutelo Moreno
- Da Moura
- João Sanches
- Laranjeira
- Matinho
- Monte Varela
- Montinho
- Padjon
- Tabuncau
- Temerosa
- Travessa Goiaba